# Міністерство вищої і середньої спеціальної освіти Української РСР
Міністерство вищої і середньої спеціальної освіти Української РСР (Мінвуз УРСР) – центральний орган державного управління Української РСР в статусі союзно-республіканського міністерства, який керував дорученими йому галузями управління вищою і середньою спеціальною освітою, підпорядкований як Раді Міністрів Української РСР, так і відповідному союзно-республіканському міністерству (Министерство высшего и среднего специального образования СССР). Його створення було певним кроком у розширенні прав союзної республіки й підвищенні її ролі в господарському й культурному будівництві.

## Основні задачі
На Міністерство вищої і середньої спеціальної освіти Української РСР покладалось керівництво безпосередньо підпорядкованими ВНЗ, технікумами, закладами, підприємствами й організаціями вищої і середньої спеціальної освіти. Міністерство також здійснювало загальне керівництво й контроль за навчально-виховною і науково-дослідною роботою інших вищих і середніх спеціальних навчальних закладів, що знаходились у віданні інших міністерств і раднаргоспів УРСР.

## Структура центрального апарату МінВНЗ УРСР
В структурі Міністерства вищої та середньої спеціальної освіти Української РСР діяли:
- Управління по вищій освіті;
- Управління викладання суспільних наук;
- Управління по середній спеціальній освіті;
- Управління науково-дослідних робіт;
- Управління керівних і науково-педагогічних кадрів;
- Управління підготовки спеціалістів для закордонних країн та зовнішніх зв'язків;
- Планово-економічне управління;
- Навчально-методичне управління з підвищення кваліфікації та перепідготовці кадрів;
- Управління соціального розвитку і капітального будівництва;
- Головне управління по виробничо-технічному забезпеченню вищих та середніх спеціальних навчальних закладів (на госпрозрахунку);
- Спецвідділ;
- Організаційно-контрольне управління.[1]
- Виробниче об'єднання "Укрвуззабезпечення" у складі: дослідного заводу Київського технологічного інституту харчової промисловості; лісопереробного підприємства Львівського лісотехнічного інституту в с. Страдч Яворівського району Львівської області; підприємства з постачання обладнання, приладів, меблів і матеріалів для навчальних закладів у м. Вишневому Київської області;
- Виробниче об'єднання дослідно-експериментальних підприємств "Наука" у складі: дослідних заводів: Київського політехнічного інституту, Харківського політехнічного інституту, Одеського політехнічного інституту, Дніпропетровського металургійного інституту, Львівського політехнічного інституту, Харківського інституту радіоелектроніки, Дніпропетровського хіміко-технологічного інституту; дослідно-експериментального заводу Київського технологічного інституту легкої промисловості; дослідно-експериментальних майстерень Донецького державного університету; навчально-експериментальних майстерень Севастопольського
- приладобудівного інституту, Київського державного університету, Українського заочного політехнічного інституту (м. Харків), Одеського інженерно-будівельного інституту, Одеського державного університету, Одеського технологічного інституту харчової промисловості, Львівського державного університету;
- Виробниче поліграфічне об'єднання "Укрвузполіграф" у складі: Київського міжвузівського поліграфічного підприємства; Харківського міжвузівського поліграфічного підприємства; Донецького міжвузівського поліграфічного підприємства. [2]

## Історична довідка
Вищий орган управління вищою та середньою спеціальною освітою в Україні пережив такі перетворення:
- У 1955 році організоване Міністерство вищої освіти Української РСР, яке діяло до 1959 року.
- У 1959 на базі Міністерства вищої освіти Української РСР було створено Міністерство вищої і середньої спеціальної освіти УРСР, яке діяло до 1991 року.
- У 1991 році на базі Міністерства вищої і середньої спеціальної освіти УРСР було створено Міністерство вищої освіти УРСР (04.06.1991-24.08.1991), яке у 1991 році було реорганізовано у Міністерство вищої освіти України, яке діяло до 1992 року (24.08.1991-25.02.1992).[3]

## Міністри
- Коваль Борис Андронікович: У лютому 1955 — червні 1959 р. — міністр вищої освіти Української РСР.
- Скаба Андрій Данилович - в червні-жовтні 1959 р. - міністр вищої і середньої спеціальної освіти УРСР.
- Даденков Юрій Миколайович у 1959 році став першим заступником міністра вищої та середньої спеціальної освіти УРСР, а у 1960-1973 роках був міністром вищої та середньої спеціальної освіти УРСР.
- Єфименко Георгій Григорович був першим заступником міністра вищої УРСР з 1955 по 1959 рік. Міністр вищої та середньої спеціальної освіти Української РСР у 1973 — 1984 роках.
- Пархоменко Володимир Дмитрович. Очолював Міністерство вищої і середньої спеціальної освіти УРСР, Міністерство вищої освіти УРСР, Міністерство вищої освіти України (1985-1991).